# Adolphe Célestin Pégoud
Adolphe Célestin Pégoud (Montferrat, 1889. június 13. – Petit-Croix, 1915. augusztus 31.) francia berepülőpilóta, az első vadászrepülőász.

## Életpálya
1907-től 1913-ig szolgált a francia hadseregben (lovasság: Algéria, Marokkó, tüzérség: Toulon). Közvetlenül azután elkezdett repülni. Rövidesen a Louis Blériot Repülőgép Művek főpilótája.
1913 szeptemberében Vélizy-Villacoublayban a német Taube pilótája Friedrich Albrecht leszállás előtt dugóhúzóba vitte gépét, majd további mutatványok után leszállt. A veszélyes művelet hatására Pégoud a pilóták biztonságának elősegítése érdekében egy önműködő ejtőernyő alkalmazását javasolja. 1913. szeptember 20-án a buci repülőiskola körzetében Blériot XI típusú repülőgéppel, egy katonai bizottság előtt, előbb végrehajtotta a kísérletre kapott gép törési próbáját – különféle műrepülő gyakorlatokat végezve –, majd a föld felé irányított repülőgépét (önként jelentkező pilóta hiányában) „magára hagyva”, a francia Frédéric Bonnet ejtőernyőjét alkalmazva sikeresen végrehajtotta az első repülőgépből történő ejtőernyős ugrást. Népszerű pilótaoktató lett hazájában és Németországban.
Az első világháború kezdetén önként jelentkezett felderítő pilótának. 1915. február 5-én egy német repülőgép támadásban lövészével lelőttek két támadó gépet, egyet pedig a földre kényszerítettek. Hamarosan egyedül repült vadászgépével, áprilisban újabb két német gépet lőtt le. Műrepülő tudásának köszönhetően sikeres vadászként szolgálta hazáját. 1915. augusztus 31-én egy légi csatában Walter Kandulski, egy általa kiképzett német pilóta lelőtte. Tiszteletére Kandulski koszorút dobott le a légi csata helyére 1915. szeptember 6-án. A koszorú szalagján ez a felirat állt: „Pégoud-nak, aki hősként halt meg. Ellenfele” A koszorú sokáig látható volt Pégoud sírján.

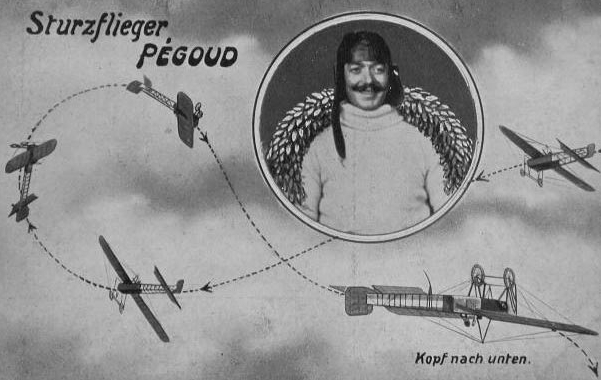
Pégoud hurokrepülése (Német képeslap, 1913.)